# Nina Poznanskaya
Nina Poznanskaya  (nacida el 15 de septiembre de 1932 en San Petersburgo, Unión Soviética) es una exjugadora de baloncesto rusa. Consiguió 9 medallas en competiciones oficiales con URSS.